# دارين شاهين
دارين شاهين (7 أكتوبر 1981 -) هي مذيعة لبنانية تقدم البرامج في تلفزيون الجديد منذ 2005.

## بدايتها
درست إعلام في الجامعة اللبنانية. شاركت في استديو الفن عام 2001 مع مايا دياب، حيث حصلت على الميدالية الذهبية لفئة تقديم البرامج.

## حياتها الشخصية
تزوجت عام 2013 من غسان مروة ورزقت ببنت أسمتها ياسمينا.